# Miguel Estela Miró
Miguel Estela Miró es una regatista español. Nació en 1956 en el seno de una familia mallorquina muy relacionada con el mar.
Recibió la medalla de oro de la Federación Española de Vela, y fue campeón del mundo IYRU, formando equipo con su primo Tomas Estela Massot en 1974 y subcampeón del mundo en 1975, también en clase 420.

## Palmarés en vela ligera
- Bicampeón de España clase 420 en los años 1974 y 1975
- Campeón de Europa clase 420
- Campeón del mundo clase 420
- Subcampeón del mundo 420
- Campeón absoluto del Trofeo Su Alteza Real Princesa Sofía
- Subcampeón de España en Clase 470